# Дидрон, Адольф Наполеон
Адольф Наполеон Дидрон (фр. Adolphe Napoléon Didron) — французский историк искусства и археолог.

## Биография

### Ранние годы
Адольф Наполеон Дидрон родился в Овиллере 13 марта 1806 года. Он начал своё образование как студент юридического факультета. Затем завершил своё раннее обучение в подготовительных семинариях Мо и Реймса.

### Карьера
В 1826 году Дидрон стал профессором истории в Париже и посвятил свободное время изучению юридических дисциплин, медицины и т. д. В 1830 году, после прочтения книги «Собор Парижской Богоматери» Виктора Гюго, произведшей на него большое впечатление, он начал изучение христианской археологии средневековья. После посещения и осмотра основных церквей, сначала в Нормандии, а затем в центральной и южной Франции, он по возвращении в 1835 году был назначен секретарём Франсуа Гизо в Историческом комитете искусств и памятников; и в последующие годы он прочитал несколько курсов лекций по христианской иконографии в Королевской библиотеке.
В 1839 году он посетил Грецию с целью изучения искусства Восточной Церкви: как архитектуры, так и рукописей. В 1844 году он создал «Анналы Археологии» (фр. Annales archéologiques), периодическое издание, посвящённое его любимому предмету, которое редактировал до самой смерти. В 1845 году Дидрон основал в Париже специальное археологическое издание и одновременно мастерскую по изготовлению витражей. В том же году он стал кавалером Ордена Почётного легиона Франции.
Его самая важная работа — «Iconographie chrétienne» (Христианская иконография), из которой, однако, только первая часть, «Histoire de Dieu» (История Бога), была опубликована в 1843 году. Она была переведена на английский язык Э. Дж. Миллингтоном. Среди других его работ можно упомянуть «Руководство по христианской греческой и латинской иконографии», изданное в 1845 году, «Иконографию дворца герцогов Венеции» 1857 года и «Руководство по бронзовым и ювелирным предметам» (Manuel des objets de bronze et d’orfèvrerie), опубликованное в 1859 году.

### Смерть
Адольф Дидрон умер 13 ноября 1867 года.